# Caroline Abbé

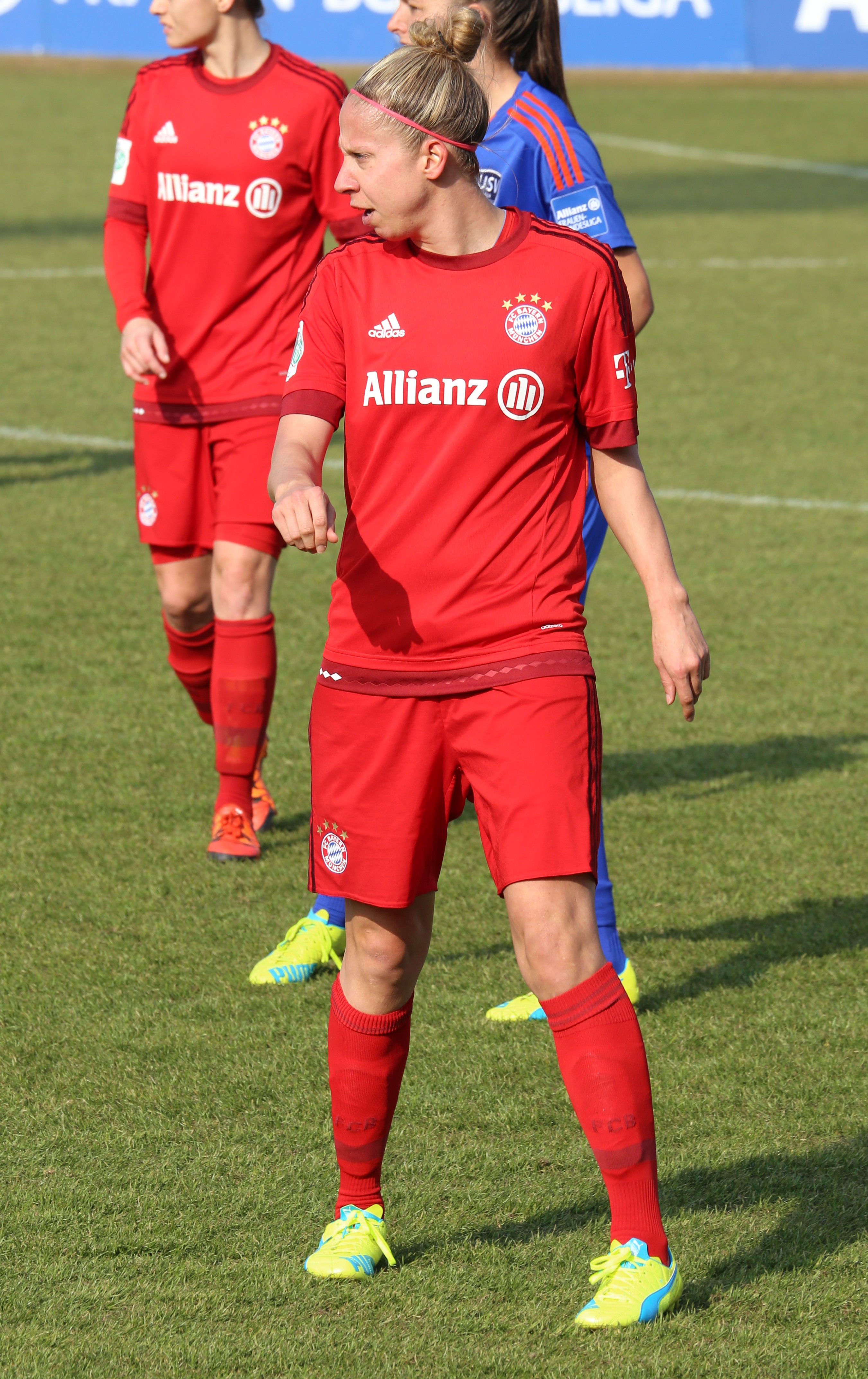
In einer Spielszene der Bundesliga-Begegnung mit dem FF USV Jena am 19. März 2016

Caroline Abbé (* 13. Januar 1988 in Genf) ist eine ehemalige Schweizer Fussballspielerin.

## Karriere

### Vereine
Abbé begann achtjährig in Meyrin beim ortsansässigen Fussballclub im Kanton Genf mit dem Fussballspielen und wechselte nach sieben Jahren zum CS Chênois, bei dem sie drei Spielzeiten lang verblieb. Es folgten eine Spielzeit bei der Association Yverdon-Sport und vier Spielzeiten beim Erstligisten FC Yverdon Féminin, mit dem sie zweimal den Schweizer Fussballcup der Frauen gewann. 2010 wurde sie zur Schweizer Fussballerin des Jahres gewählt.
Zur Saison 2011/12 unterschrieb sie einen Vertrag beim Bundesliga-Aufsteiger SC Freiburg, deren Captain sie ab der Saison 2012/13 war. In der Bundesliga debütierte sie am 28. August 2011 (2. Spieltag) beim 3:1-Sieg im Heimspiel gegen den FC Bayern München. Ihr erstes Bundesligator erzielte sie in der Folgesaison, am 9. Februar 2013 (12. Spieltag) beim 1:1-Unentschieden im Auswärtsspiel gegen Bayer 04 Leverkusen mit dem Führungstreffer in der 47. Minute.
Zur Spielzeit 2014/15 unterschrieb sie einen Vertrag beim Ligakonkurrenten FC Bayern München, für den sie am 31. August 2014 (1. Spieltag) beim 1:1-Unentschieden im Heimspiel gegen den 1. FFC Frankfurt debütierte und am 21. September 2014 (3. Spieltag) mit dem Führungstreffer in der 22. Minute beim 3:0-Sieg im Heimspiel gegen die TSG 1899 Hoffenheim das erste Bundesligator erzielte. 2015 und 2016 gewann sie mit den Münchnerinnen die deutsche Meisterschaft. Am Saisonende 2016/17 wurde sie nach drei Spielzeiten für den FC Bayern München von diesem verabschiedet. Sie unterschrieb am 22. Juni 2017 beim FC Zürich Frauen.
Sie spielte zwei Saisons für den FC Zürich und gewann in beiden Jahren das Double. Auf die Saison 2019/20 hin wechselte sie zurück in ihre Heimatstadt zu Servette FC Chênois Féminin, das ein neues starkes Team zusammenstellte. Bereits in der ersten Saison zeigte sich, dass man dem langjährigen Dominator FC Zürich mindestens ebenbürtig war. Servette lag an der Tabellenspitze, als die Saison aufgrund der Covid-19-Pandemie abgebrochen wurde. In der darauffolgenden Saison 2020/21 gelang dem Club die Bestätigung: Servette wurde drei Runden vor Schluss vor dem FCZ Schweizer Meister. Abbé gab kurz nach dem entscheidenden Spiel ihren Rücktritt zum Ende der Saison bekannt.

### Nationalmannschaft
2005 und 2006 kam Abbé für die U-19-Nationalmannschaft zum Einsatz und nahm sowohl an der Europameisterschaft 2005 als auch 2006 teil, wobei ihr jeweils ein Tor gelang. Ihr Debüt für die «Nati» gab sie am 25. Februar 2006 in Bellinzona bei der 2:3-Niederlage gegen die Auswahl Dänemarks. Ihr erstes Länderspieltor erzielte sie am 12. August 2009 in Wohlen beim 3:0-Sieg im Test-Länderspiel gegen die Auswahl Schwedens mit dem Treffer zum 1:0 in der zweiten Minute. Am 4. März 2015 machte sie beim Algarve-Cup 2015 als erste Schweizerin ihr 100. Länderspiel. Zur zweiten Halbzeit wurde auch Martina Moser eingewechselt, die damit ebenfalls ihr 100. Länderspiel machte.
Abbé nahm 2015 an der WM in Kanada teil – für die Schweizerinnen die erste Teilnahme an einem grossen Fussballturnier. Sie wurde in den ersten beiden Gruppenspielen und dem Achtelfinal eingesetzt, wo die Schweizerinnen durch ein 0:1 gegen Gastgeber Kanada ausschieden.
Im März 2016 konnten sich die Schweizerinnen beim Qualifikationsturnier für die Olympischen Spiele 2016 nicht qualifizieren, im Juni stand für die Schweiz aber als mindestens einer der besten Gruppenzweiten die erste EM-Endrundenteilnahme fest, am 7. Juni 2016 dann schon vor den letzten beiden Spielen der Gruppensieg.
2017 nahm sie an der EM-Endrunde in den Niederlanden teil. Im Anschluss an dieses Turnier gab sie ihren Rücktritt aus dem Nationalteam bekannt.

## Erfolge
- Zypern-Cup-Sieger 2017 (mit der Nationalmannschaft)
- Deutscher Meister 2015, 2016 (mit dem FC Bayern München)
- Schweizer Meister 2018, 2019 (mit dem FC Zürich Frauen), 2021 (mit Servette FC Chênois Féminin)
- Schweizer-Cup-Sieger 2010, 2011 (mit dem FC Yverdon Féminin), 2018, 2019 (mit dem FC Zürich Frauen)

## Auszeichnungen
- Schweizer Fussballerin des Jahres 2010